# سالم زهران
سالم علي زهران صحافي وإعلامي ومحّلل سياسي و مدير مركز "الإرتكاز" الإعلامي،  كما يعرف بمناهضته التطرّف الديني، لم يعادِ الثورة السورية بل الارهابيين فقط، وهو خريج الجامعة اللبنانية، كلية الآداب، قسم علم النفس، يكتب حالياً في صحيفة الجمهورية وسبق وعمل في صحيفتي السفير والبناء.

## لمحة عامة
حاز زهران على دبلوم في الإعلام والتواصل من معهد الأهرام الإقليمي للصحافة، مارس مهنة التدريس الجامعي في اختصاص علم النفس التربوي وعلم النفس الإعلامي في عدة معاهد جامعية بينها ابن سينا والأكاديمية الأميركية للعلوم التقنية وهو مدير مركز الارتكاز الإعلامي الذي يهتم بالدورات التدريبية الإعلامية والدراسات السياسية والإحصاء، وقد عمل سابقاً مديراً عاماً لإذاعة صوت الحرية وفي سجله عشرات المقابلات التلفزيونية والتقارير المصورة على قنوات عربية وعالمية أبرزها BBC و RT و DW وسكاي نيوز كما شارك في عدة مؤتمرات دولية أهمها مؤتمر الأمن الدولي الخامس في موسكو ومنتدى سان بطرسبرغ الاقتصادي، وقد رشحه رئيس مجلس النواب اللبناني نبيه بري قبيل بداية العام 2017 لدخول حكومة الرئيس سعد الحريري وزيراً.

## إعلامياً
بدأ مسيرته المهنية في مجال الإعلام والصحافة، حيث عمل في العديد من الصحف والمجلات اللبنانية والعربية. صوت مسموع في عالم الإعلام والتحليل السياسي. قدّم العديد من التقارير التلفزيونية والمقابلات على قنوات عربية وعالمية وأصبح وجهًا مألوفًا في البرامج السياسية والحوارية.
اشتهر بتحليلاته السياسية العميقة وتغطيته للأحداث الجارية في المنطقة العربية، خاصة في لبنان والمنطقة. يتميز زهران بأسلوبه المباشر ورأيه الصريح في القضايا المختلفة، مما جعله وجهًا مألوفًا للكثيرين في العالم العربي.

## دينياً
نفى زهران تهمة التشيّع بالقول: «لم أتشيّع، ولن أتشيّع، ولا حاجة لأتشيّع، فمحبّة أهل البيت ممكن تكون وأنت سنّي، هناك خلاف داخل السنّة بين الشافعيّين الذين يؤمنون بمحبّة أهل البيت، وبين الوهابيّين الذين لا يؤمنون بمحبّة أهل البيت، ونحن من الشافعيّين الذي يؤمنون بمحبّة أهل البيت وزيارتي لمقام السيّدة زينب هي زيارة حافظت على القيام بها بعد أن ندرتني أمي بزيارة مقام السيّدة زينب ويومها لم يكن هناك انقسام مذهبي، لا سني ولا شيعي، ولا حزب الله ولا تيار مستقبل.»

## قضائياً
أصدرت المحكمة الجزائية المنفردة في عاليه برئاسة القاضية نجاة أبو شقرا حُكماً بحقه، قضى بتغريمه 10 ملايين ليرة كحكم مخفّف بعد اعتراضه على الحكم الذي صدر بحقه في 30 تموز 2015 وكان هذا الحكم قد قضى بحبس زهران لمدة 6 أشهر أو دفع غرامة قدرها 50 مليون ليرة، على خلفية نشره معلومات عبر برنامج «حوار اليوم» على قناة أو تي في في 5 نيسان 2013، عن قيام الرئيس ميشال سليمان بصفقات بيع أراضٍ في محيط القصر الجمهوري في بعبدا يُمنع بيعها في الأصل، فضلاً عن اتهامه له بتعيين مستشارين والقيام برحلات خارج لبنان على نفقة خزينة الدولة.

## جوائز
- حائز على أعلى وسام كشفي عالمي، كما عمل مدرباً كشفياً لدى كشافة التربية (التابعة للدولة اللبنانية) وعين مفوضاً عاماً لجمعية كشافة النهضة.
- حاز في العام 2014 على جائزة الأكثر تأثيراً بين الضيوف السياسيين الذي أجرته محطة Otv التابعة لرئيس الجمهورية اللبنانية ميشال عون.
- حاز في العام 2015 على أعلى نسبة للتصويت لتولي رئاسة الحكومة عبر برنامج كلام الناس في محطة lbci.
- حاز في العام 2016 على جائزة الأكثر جدلاً عبر محطة Mtv.
- مصنف على موقع Klout العالمي من بين الأكثر تأثيراً على مواقع التواصل الاجتماعي.